# Temple protestant d'Étretat
Le temple protestant d'Étretat est un lieu de culte situé 66 rue Guy-de-Maupassant à Étretat, en Normandie. La paroisse du Havre-Étretat-Montivilliers est membre de l'Église protestante unie de France.

## Histoire
Le temple protestant d'Étretat est élevé en 1883 sur un terrain donné par Charles Sautter (1830-1892). Charles Sautter est le directeur de la Banque de Paris et des Pays-Bas (future BNP Paribas) à partir de 1869. Les plans sont des architectes Émile Bénard, grand prix de Rome en 1867, et Charles Letrosne, familier d'Étretat et concepteur du temple de la Petite Étoile (1912) de Levallois-Perret et du temple protestant de Reims (1923).
Le culte d'inauguration a lieu le 15 juillet 1883 par les pasteurs Jean de Visme et Auguste Decoppet, pasteur du temple protestant de l'Oratoire du Louvre, à Paris,.
Le 8 octobre 1895, l'écrivain André Gide épouse, au temple d'Étretat, Madeleine Rondeaux, fille de son oncle maternel dont elle a hérité, en 1890, le château de Cuverville, à huit kilomètres au sud dans les terres d'Étretat. Le mariage civil a eu lieu un jour plus tôt, dans le hameau de Cuverville,,. Le mariage religieux ouvre le roman autobiographique L'Immoraliste, publié en 1902. André et Madeleine Gide sont tous deux inhumés dans le petit carré protestant et agnostique du cimetière de Cuverville.
Aujourd'hui, les cultes au temple d’Étretat ont lieu l'été,. En semaine, une chasse au trésor (escape game) est organisée dans le temple, sur le thème d'Arsène Lupin. Le musée Le Clos Arsène Lupin, Maison Maurice Leblanc et la villa La Guillette de Maupassant sont situés dans la même rue.

## Architecture
L'édifice présente une architecture caractéristique du pays de Caux, en brique et silex. Sa nef est couronnée d'une voûte en bois et éclairée par des vitraux non figuratifs.